# Ditte Kotzian
Ditte Kotzian (Berlino Ovest, 9 marzo 1979) è una tuffatrice tedesca. Ha vinto la medaglia di bronzo ai Giochi olimpici di Pechino 2008 nel concorso dalla trampolino metri sincro, gareggiando in coppia con Heike Fischer.

## Palmarès
- Giochi olimpici

Pechino 2008: bronzo nel  trampolino 3 m sincro.
- Campionati mondiali di nuoto

Fukuoka 2001: bronzo nel trampolino 3 m. sincro;
Montreal 2005: argento nel trampolino 3 m. sincro;
Melbourne 2007: argento nel trampolino 3 m. sincro;
- Coppa del Mondo di tuffi

Siviglia 2002: bronzo nel trampolino 3 m. sincro;
Atene 2004: bronzo nel trampolino 3 m. sincro;
Changshu 2006: bronzo nel trampolino 3 m. sincro;
- Europei

Berlino 2002: oro nella piattaforma 10 m. sincro; oro nel trampolino 3 m. sincro; argento nel trampolino 3 m.;
Madrid 2004: argento nel trampolino 3 m. sincro;
Budapest 2006: argento nel trampolino 3 m.; argento nel trampolino 3 m. sincro; argento nel trampolino 1 m.;
Eindhoven 2008: argento nel trampolino 3 m. sincro;